# Cláudio
Cláudio is een gemeente in de Braziliaanse deelstaat Minas Gerais. De gemeente telt 25.938 inwoners (schatting 2009).

## Aangrenzende gemeenten
De gemeente grenst aan Carmo da Mata, Carmo do Cajuru, Carmópolis de Minas, Divinópolis, Itaguara en Itapecerica.